# Stenelmis bicarinata
Stenelmis bicarinata är en skalbaggsart som beskrevs av Leconte 1852. Stenelmis bicarinata ingår i släktet Stenelmis och familjen bäckbaggar. Inga underarter finns listade i Catalogue of Life.